# Potoczek (gromada w powiecie zamojskim, 1962–1972)
Potoczek (do 31 XII 1959 Suchowola – unieważnione) – dawna gromada, czyli najmniejsza jednostka podziału terytorialnego Polskiej Rzeczypospolitej Ludowej w latach 1954–1972.
Gromady, z gromadzkimi radami narodowymi (GRN) jako organami władzy najniższego stopnia na wsi, funkcjonowały od reformy reorganizującej administrację wiejską przeprowadzonej jesienią 1954 do momentu ich zniesienia z dniem 1 stycznia 1973, tym samym wypierając organizację gminną w latach 1954–1972.
Gromadę Potoczek siedzibą GRN w Potoczku planowano po raz pierwszy utworzyć 1 stycznia 1960 w powiecie zamojskim w woj. lubelskim w związku z przeniesieniem siedziby gromady Suchowola z Suchowoli do Potoczka i zmianą nazwy jednostki na gromada Potoczek. Ostatecznie unieważniono zniesienie gromady Suchowola, a tylko przeniesiono 1 stycznia 1960 siedzibę GRN Suchowola ze wsi Suchowola – do czasu podbudowania przez gromadę Suchowola budynku na biura GRN w Suchowoli – do Potoczka.
Gromadę Potoczek siedzibą GRN w Potoczku powstała zatem de facto 1 stycznia 1962 w powiecie zamojskim w woj. lubelskim z obszarów wsi Potoczek, Adamów, Czarnowoda, Szewnia Dolna i Szewnia Górna, wyłączonych z gromady Suchowola w tymże powiecie (bez zniesienia gromady Suchowola); do nowo utworzonej gromady Potoczek włączono równocześnie wieś Jacnia z gromady Krasnobród w tymże powiecie.
1 stycznia 1969 do gromady Potoczek włączono wieś Blizów ze zniesionej gromady Bondyrz w tymże powiecie.
1 lutego 1969 do gromady Potoczek włączono wsie Bondyrz i Trzepieciny z gromady Krasnobród tymże powiecie.
Gromada przetrwała do końca 1972 roku, czyli do kolejnej reformy gminnej.
Gromada Potoczek (lecz o innym składzie) istniała w powiecie zamojskim także w latach 1954–59.